# イギリス王妃・王配一覧

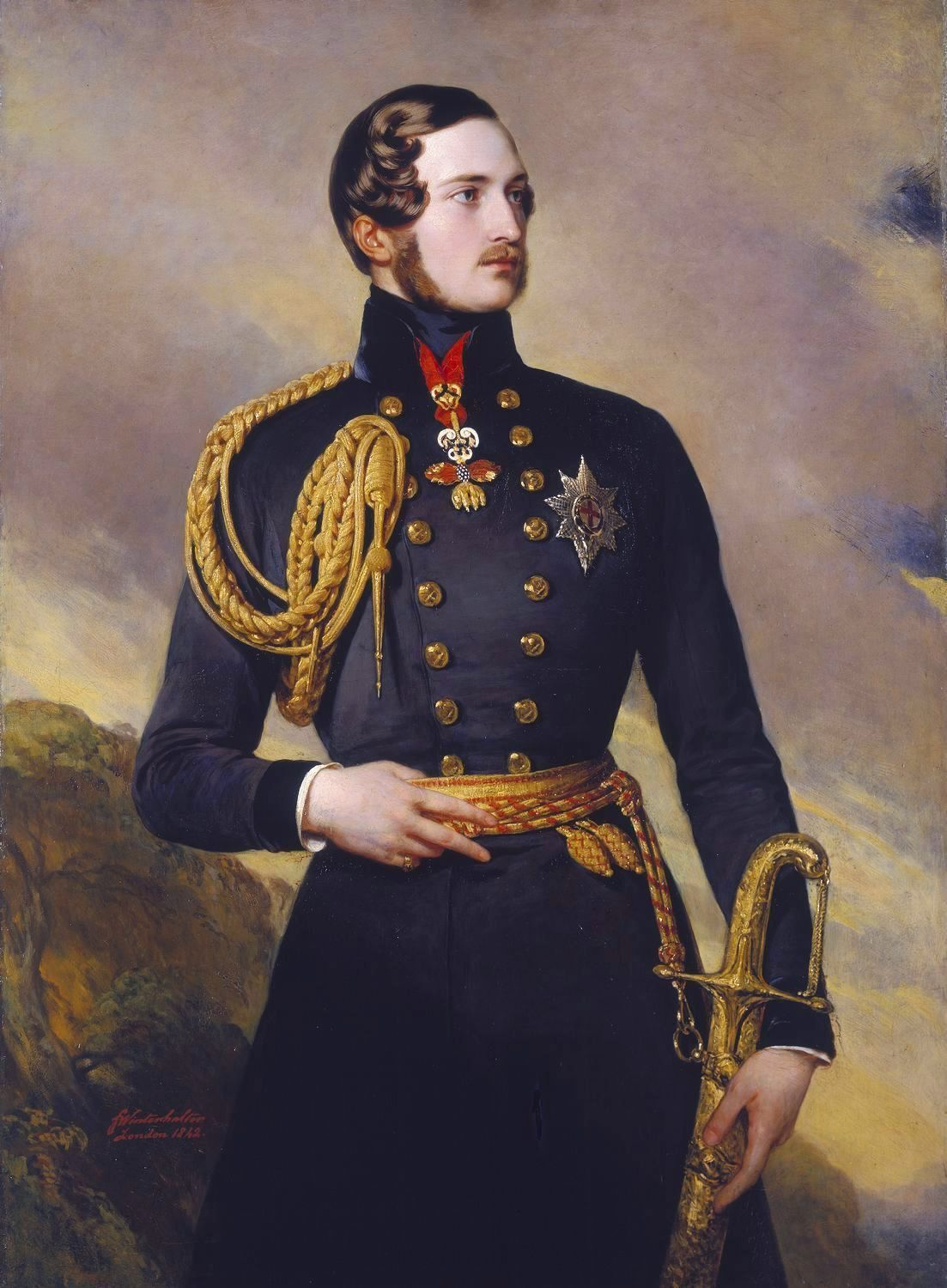
ヴィクトリア女王の夫であるアルバート・オブ・サクス＝コバーグ＝ゴータ公子は、「プリンス・コンソート (Prince Consort)」の称号が与えられた唯一の男性配偶者である。

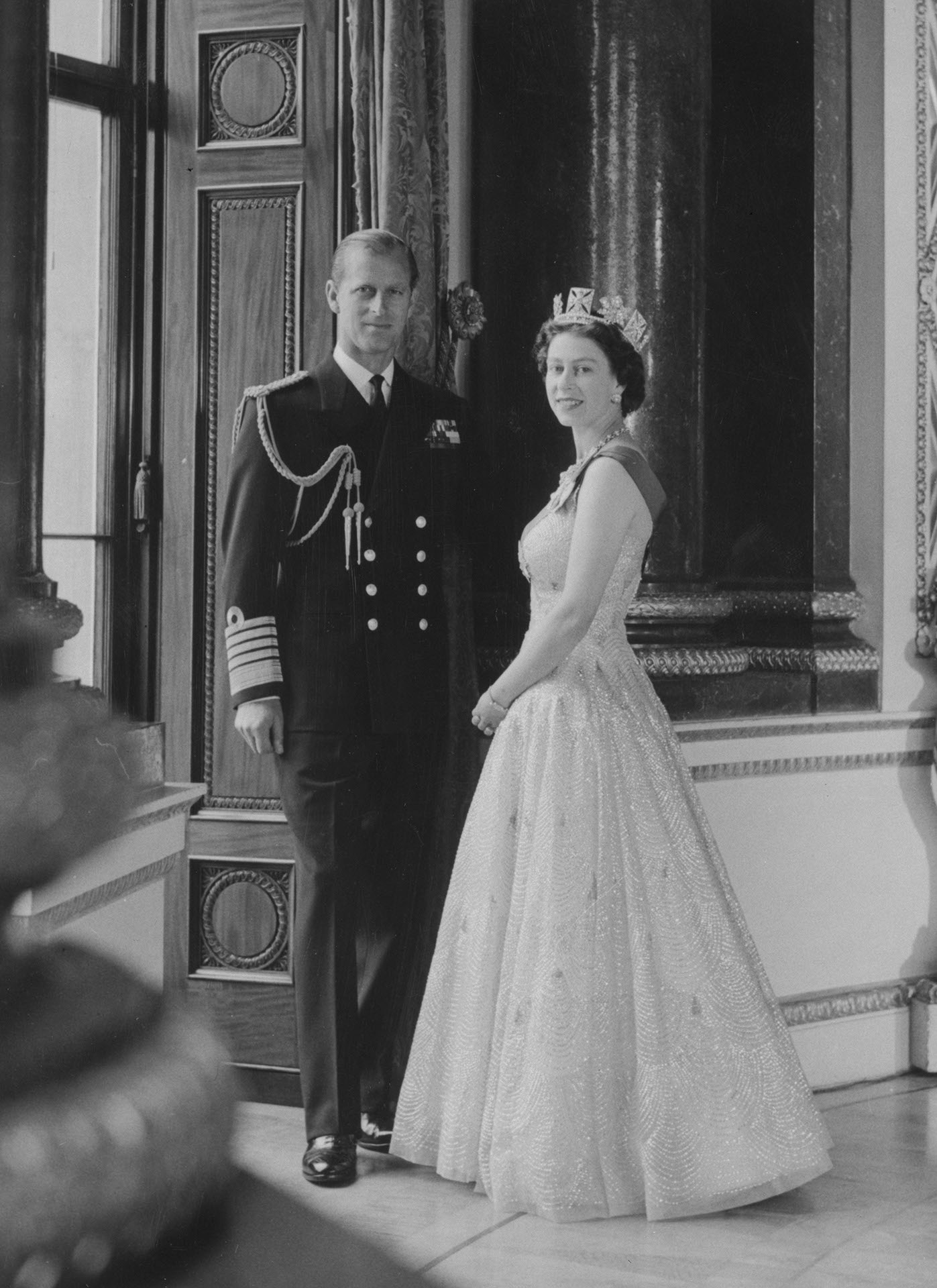
女王エリザベス2世の夫であるエディンバラ公爵フィリップは英国王室史上で最長在位の君主配偶者であった。

イギリス王妃・王配一覧（イギリスおうひ・おうはいいちらん）では、歴代のイギリス君主（国王/女王）の配偶者（王妃/王配、英：Queen/Prince consort）を列記する。イギリスの君主の配偶者とその前任者には憲法上の地位や権力はないが、多くが大きな影響力を持っている。
フィリップ王配は、これまでで最も長く務め、最も長寿の配偶者であり、70年近く務めて99歳で薨去した。彼の義母であるエリザベス王太后は101歳で崩御し、他のどの王妃よりも長寿であったが、自身より50年前に夫のジョージ6世国王が崩御したため、彼女の死の時点では王妃の地位を保持していなかった。 
フィリップ王配の薨去以降、2022年9月8日にエリザベス2世が崩御するまでイギリス王妃・王配は空位となっていた。女王の長男であるチャールズ3世が国王に即位したことにより、カミラがイギリス王妃になった。

## 歴史
1707年のイギリスとスコットランドの合同以来、在位にあったイギリスの君主の配偶者は11人になる。1727年から1814年までの歴代王妃は、夫全員がハノーファー選帝侯の称号を所持していたため、ハノーファー選帝侯妃でもあった。 1814年から1837年の間、夫はハノーファー国王であったため、王妃はハノーファー王妃としての称号を保持していた。 この人的同君連合は、1837年のヴィクトリア女王の即位によりに終了した。これは、ハノーファーの継承法（サリカ法）により、生き残った男性の相続人がいる場合に女性が称号を継承することが禁止されたため（英国では、男性が優先された） 男性の長子相続を削除した2013年王位継承法までは、姉妹のみ）。1866年の普墺戦争で、ハノーファーはプロイセンに併合され、ハノーファー県になった。
君主（男性国王）の全ての妻が配偶者（consort）になったわけではない。彼女らは死去したか、離婚したか、夫が王位に就く前に結婚が無効であると宣言されたか、退位後に結婚したなどの例である。実例として、ゾフィー・ドロテア・フォン・ブラウンシュヴァイク＝リューネブルク（ハノーファー侯子ゲオルク・ルートヴィヒ、後の国王ジョージ1世の妻）、ウォリス・ウォーフィールド（ウィンザー公エドワード、元国王エドワード8世の妻）、レディ・ダイアナ・スペンサー（ウェールズ公チャールズ、現在の国王チャールズ3世の妻）がいる。
ジョージ1世とエドワード8世のみが、在位中に未婚であった。
1937年以来、国王の配偶者と21歳以上の継承順位の最初の4人が国務顧問(Counsellor of State)に任命される可能性がある。 国務顧問は、国王が国外にいるか一時的に無能力状態にある間、英国において国王の任務の一部を遂行する。

## 称号

### 男性配偶者
全ての女性配偶者（キングの妻）は、「王妃」すなわち「クイーン・コンソート（queen consort）」になる権利を有しそのスタイルをとった。 しかし、1707年以来在位した3人の英国の男性配偶者（クイーンの夫）のうち、「キング・コンソート（king consort）」と見なされた人物はいなかった。
- ジョージ・オブ・デンマーク（アン女王の夫）は、「王配」の公式称号を受け取ったことはなかったが、1702年に妻が即位する数年前の1689年にカンバーランド公としてイングランド貴族に育てられた。
- アルバート・オブ・サクス＝コバーグ＝ゴータ公子（ヴィクトリア女王の夫）は、英国の貴族の称号を授与されなかったが、1857年に、英国またはその前身の領域で唯一の男性配偶者である、別個の称号として「王配」(prince consort)の称号を与えられた。正式にタイトルを保持したこと。当初、彼が「キング・コンソート 」(king consort)になることが提案されたが、これは政府によって反対された。
- フィリップ・オブ・グリース・アンド・デンマーク（エリザベス2世女王の夫）は、1947年にエディンバラ公としてすでにイギリス貴族に叙され、1957年に「プリンス (British prince)」になった。彼は「王配 (prince consort)」の称号は与えられなかった。

## 戴冠式

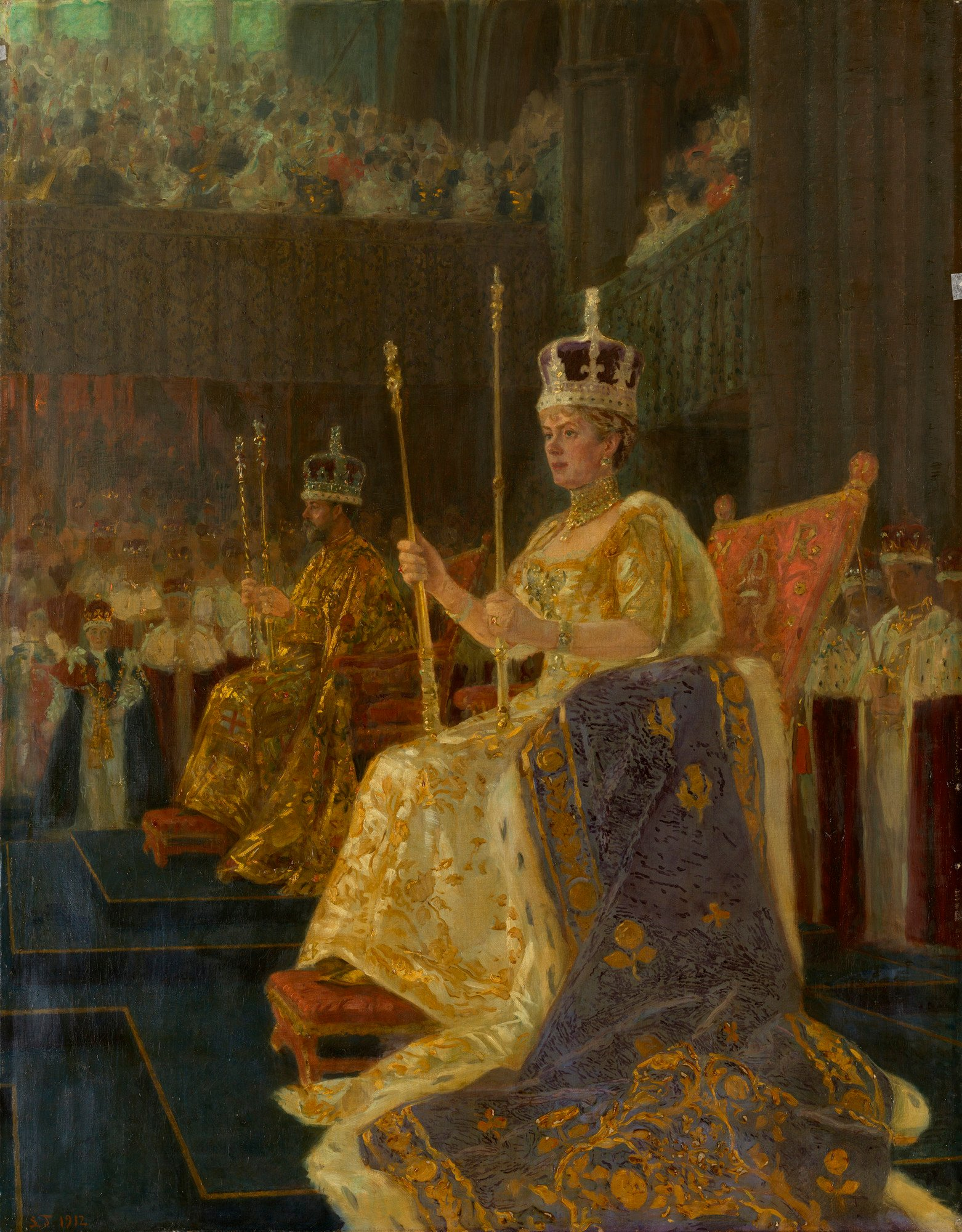
The Coronation of King George V: King George V and Queen Mary Enthroned
(ラウリツ・トゥクセン作・1912年)

王妃は戴冠式に参加し、君主と同じ儀式の多くを執り行う。女王は伝統的に精巧なローブを着て、天蓋の下で行列を歩く。彼女らはまた聖油を注がれ、王冠を授けられた。伝統的に、男性の配偶者は戴冠式で戴冠したり、油を注がれたりすることはない。
稀有なケースとしては、即位前に夫ジョージ4世と別居していたカロリーネ・フォン・ブラウンシュヴァイク＝ヴォルフェンビュッテルがあり、法律により王妃となったが宮廷での地位はなく、ジョージ4世の戴冠式への出席と戴冠を強制的に禁止された。

### レガリア
現存する最古の君主配偶者の王冠は、メアリー・オブ・モデナのために1685年に制作されたものである(State Crown of Mary of Modena)。20世紀初頭以来、王妃のために新しい王冠が制作されるのが伝統となっていた。しかし、カミラ王妃は2023年の戴冠式に向けて新たな王冠を制作しておらず、1911年のメアリー王妃の王冠(Crown of Queen Mary)を使用して戴冠した。
王妃の指輪は、1831年にアデレード王妃の戴冠式のために初めて作成され、それ以来王妃によって使用されてきた。
王妃の杖と鳩は「公平と慈悲」を表し、翼を折りたたんだ鳩は聖霊を象徴している。元々は1685年のメアリー・オブ・モデナの戴冠式のために制作された王妃の十字架付き笏には、水晶が象嵌されている。

## 王妃・王配一覧
| 肖像 | 名                                                                                             | 紋章 | 誕生 | 婚姻           | 在位開始 | 戴冠           | 在位終了                   | 崩御・薨去                 | 墓地                                                    | 在位期間    | 配偶者        |
| ---- | ---------------------------------------------------------------------------------------------- | ---- | --- | -------------- | --- | -------------- | -------------------------- | -------------------------- | ------------------------------------------------------- | ----------- | ------------- |
|      | ジョージ・オブ・デンマーク＝ノルウェー                                                         |      | 1653年4月2日デンマーク＝ノルウェー国王フレデリク3世とゾフィー・アマーリエ・フォン・ブラウンシュヴァイク＝カレンベルクの子息             | 1683年7月28日  | 1707年5月1日 グレートブリテン王国の成立; 1702年3月8日の配偶者の即位に伴い、イングランドとスコットランドの君主の配偶者となる | なし           | 1708年10月28日 55年, 209日 | 1708年10月28日 55年, 209日 | ウェストミンスター寺院                                  | 1年, 180日  | アン          |
|      | ウィルヘルミナ・シャーロット・キャロライン・オブ・ブランデンブルク＝アーンズバック             |      | 1683年3月1日ブランデンブルク＝アンスバッハ辺境伯ヨハン・フリードリヒとエレオノーレ・フォン・ザクセン＝アイゼナハの息女                  | 1705年8月22日  | 1727年6月11日 配偶者の即位                                                                                                  | 1727年10月11日 | 1737年11月20日 54年, 172日 | 1737年11月20日 54年, 172日 | ウェストミンスター寺院                                  | 10年, 162日 | ジョージ2世   |
|      | ソフィア・シャーロット・オブ・メクレンバーグ＝ストレリッツ                                     |      | 1744年5月19日カール・ツー・メクレンブルク＝シュトレーリッツとザクセン＝ヒルトブルクハウゼン公女エリーザベト・アルベルティーネの息女     | 1761年9月8日   | 1761年9月8日 君主との結婚                                                                                                   | 1761年9月22日  | 1818年11月17日 74年, 126日 | 1818年11月17日 74年, 126日 | ウィンザー城聖ジョージ礼拝堂                            | 57年, 70日  | ジョージ3世   |
|      | キャロライン・アメリア・エリザベス・オブ・ブランズウィック＝ウォルフェンビュッテル             |      | 1768年5月17日ブラウンシュヴァイク＝ヴォルフェンビュッテル公カール・ヴィルヘルム・フェルディナントとグレートブリテン王女オーガスタの息女 | 1795年4月8日   | 1820年1月29日 配偶者の即位                                                                                                  | なし           | 1821年8月7日 53年, 72日    | 1821年8月7日 53年, 72日    | ブランズウィック大聖堂                                  | 1年, 190日  | ジョージ4世   |
|      | アデレード・アメリア・ルイーズ・テリーザ・キャロライン・オブ・サクス＝マイニンゲン             |      | 1792年8月13日ザクセン・マイニンゲン公ゲオルク1世とホーエンローエ＝ランゲンブルク侯女ルイーゼ・エレオノーレの息女                        | 1818年7月13日  | 1830年6月26日 配偶者の即位                                                                                                  | 1831年9月8日   | 1837年6月20日 配偶者の崩御 | 1849年12月2日 56年, 311日  | ウィンザー城聖ジョージ礼拝堂                            | 6年, 359日  | ウィリアム4世 |
|      | フランシス・オーガスタス・チャールズ・アルバート・エマニュエル・オブ・サクス＝コバーグ＝ゴータ |      | 1819年8月26日ザクセン＝コーブルク＝ゴータ公エルンスト1世とルイーゼ・フォン・ザクセン＝ゴータ＝アルテンブルクの子息                      | 1840年2月10日  | 1840年2月10日 君主との結婚                                                                                                  | なし           | 1861年12月14日 42年, 110日 | 1861年12月14日 42年, 110日 | ウィンザー城聖ジョージ礼拝堂 （当時：フロッグモア霊廟） | 21年, 307日 | ヴィクトリア  |
|      | アレクサンドラ・キャロライン・マリー・シャーロット・ルイーズ・ジュリア・オブ・デンマーク       |      | 1844年12月1日デンマーク王クリスチャン9世とヘッセン＝カッセル方伯女ルイーゼの息女                                                        | 1863年3月10日  | 1901年1月22日 配偶者の即位                                                                                                  | 1902年8月9日   | 1910年5月6日 配偶者の崩御  | 1925年11月20日 80年, 354日 | ウィンザー城聖ジョージ礼拝堂                            | 9年, 104日  | エドワード7世 |
|      | ヴィクトリア・メアリー・ルイーズ・オルガ・ポーリン・クローディン・アグネス・オブ・テック       |      | 1867年5月26日テック公フランツとメアリー・アデレード・オブ・ケンブリッジ王女の息女                                                       | 1893年7月6日   | 1910年5月6日 配偶者の即位                                                                                                   | 1911年6月22日  | 1936年1月20日 配偶者の崩御 | 1953年3月24日 85年, 302日  | ウィンザー城聖ジョージ礼拝堂                            | 25年, 259日 | ジョージ5世   |
|      | エリザベス・アンジェラ・マルグリート・ボーズ＝ライアン                                         |      | 1900年8月4日第14代ストラスモア＝キングホーン伯爵クロード・ボーズ＝ライアンとセシリア・キャベンディッシュ＝ベンティンクの息女            | 1923年4月26日  | 1936年12月11日 配偶者の即位                                                                                                 | 1937年5月12日  | 1952年2月6日 配偶者の崩御  | 2002年3月30日 101年, 238日 | ウィンザー城聖ジョージ礼拝堂                            | 15年, 57日  | ジョージ6世   |
|      | フィリップ・オブ・グリース・アンド・デンマーク                                                 |      | 1921年6月10日ギリシャおよびデンマーク王子アンドレアスとバッテンベルク侯女アリスの子息                                                   | 1947年11月20日 | 1952年2月6日 配偶者の即位                                                                                                   | なし           | 2021年4月9日 99年, 303日   | 2021年4月9日 99年, 303日   | ウィンザー城聖ジョージ礼拝堂                            | 69年, 62日  | エリザベス2世 |
|      | カミラ・ローズマリー・シャンド                                                                 |      | 1947年7月17日ブルース・シャンドとアシュコーム男爵令嬢ロザリンド・キュービットの息女                                                     | 2005年4月9日   | 2022年9月8日 配偶者の即位                                                                                                   | 2023年5月6日   | 在位中 年齢: 77年 + 279日  | 在位中 年齢: 77年 + 279日  | 存命中                                                  | 2年 + 226日 | チャールズ3世 |